# Кошарка (Демир Капија)
Кошарка (мкд. Кошарка) је насеље у Северној Македонији, у јужном делу државе. Кошарка је насеље у оквиру општине Демир Капија.

## Географија
Кошарка је смештена у јужном делу Северне Македоније. Од најближег града, Кавадараца, село је удаљено 35 km источно.
Село Кошарка се налази у историјској области Тиквеш. Село је смештено на јужним планина Конечке планине, док јужно од насеља протиче Вардар, који је у овом делу клисураст (клисура Гвоздена Капија). Надморска висина села је приближно 480 метара надморске висине.
Месна клима је континентална.

## Становништво
Кошарка је према последњем попису из 2002. године имала 22 становника.
Већинско становништво у насељу су етнички Турци (100%).
Претежна вероисповест месног становништва је ислам.